# U Canis Majoris
U Canis Majoris är en halvregelbunden variabel av SRA-typ i stjärnbilden Stora hunden. 
Stjärnan varierar mellan magnitud +9,15 och 11,63 med en period av 310 dygn.